# RE-BIRTH (MULTI MAXのアルバム)
『RE-BIRTH』（リ・バース）は、MULTI MAXのミニ・アルバム。1993年6月9日に発売された。発売元は東芝EMI / EASTWORLD。2001年7月18日にはヤマハミュージックコミュニケーションズから再発売されている。

## 解説
スタジオ・アルバムとしては『Human』以来約1年ぶりの作品。先行シングル『勇気の言葉』とカップリング曲「TEARS」を含む全7曲で構成されている。
収録曲数は全7曲ではあるものの、全曲が5分以上の演奏時間であるため、合計収録時間は通常のフル・アルバムとほぼ変わらない43分となっている。
オリコンチャートでは本作でMULTI MAXの全作品で唯一TOP3入りを果たした。

## 収録曲
| 全編曲: 村上啓介。 |                                                |            |                 |       |
| #                  | タイトル                                       | 作詞       | 作曲            | 時間  |
| 1.                 | 「WANNA BE YOUR MAN」                          | 青木せい子 | CHAGE           | 5:51  |
| 2.                 | 「Hello!」                                     | CHAGE      | CHAGE           | 5:54  |
| 3.                 | 「I CAN'T STOP EATING -食わずにはいられない-」 | 吉田麻衣子 | 村上啓介        | 5:35  |
| 4.                 | 「愛してる」                                   | 澤地隆     | CHAGE、村上啓介 | 6:28  |
| 5.                 | 「TEARS」                                      | 實川翔     | 村上啓介        | 5:52  |
| 6.                 | 「勇気の言葉」                                 | 青木せい子 | CHAGE           | 5:18  |
| 7.                 | 「組曲 WANDERING」                             | CHAGE      | CHAGE、村上啓介 | 8:30  |
| 合計時間:          | 合計時間:                                      | 合計時間:  | 合計時間:       | 43:28 |

## 楽曲解説
1. WANNA BE YOUR MAN
2. Hello!
3. I CAN'T STOP EATING -食わずにはいられない-
村上のメインボーカルによる楽曲。
4. 愛してる
浅井のメインボーカルによる楽曲。
5. TEARS
シングル「勇気の言葉」のカップリング曲。
6. 勇気の言葉
1993年4月7日発売の5枚目シングル。
7. 組曲 WANDERING
  1. 〈BEGINNING：始まり〉
  2. 〈MOVING：脱出〉
  3. 〈LIE：嘘〉
  4. 〈TENDRNESS：優しさ〉
  5. 〈THEME FROM MOFU〉
  6. 〈SIN：罪〉
  7. 〈RE-BIRTH：蘇生〉

「始まり」、「脱出」、「嘘」、「優しさ」、「罪」、「甦生」と7つのテーマが1曲にまとめられている。
演奏時間は8分30秒とMULTI MAXの楽曲では最長である (Chageソロ、CHAGE and ASKAを含めると、「熱い想い ～CLOSING THEME～」、「NとLの野球帽 (2016)」のアルバム・ヴァージョンに次ぐ長さである)。

## 参加ミュージシャン
| WANNA BE YOUR MAN - Drums：湊雅史 - Bass：美久月千晴 - Synthesizer Sound Designer：森達彦土、岐幸男 - Programer：村上啓介 - E.Guitar, A.Guitar：村上啓介 Hello! - Drums：佐藤強一 - Synthesizer Sound Designer：中山信彦 - Programer：村上啓介 - E.Guitar, A.Guitar, Percussions：村上啓介 I CAN'T STOP EATING -食わずにはいられない- - Drums, Percussions：佐藤強一 - A.Guitar：関淳二郎 - Synthesizer Sound Designer：中山信彦 - Programer：村上啓介 - E.Guitar, Mini Guitar, Bass・Percussions：村上啓介 - Chorus：MUGIFUM BROS. 愛してる - Synthesizer Sound Designer：中山信彦 - Programer：村上啓介 - E.Guitar, A.Guitar, Percussions：村上啓介 | TEARS - Drums：湊雅史 - Bass：美久月千晴 - Synthesizer Sound Designer：中山信彦 - Programer：村上啓介 - E.Guitar, A.Guitar：村上啓介 勇気の言葉 - Drums：湊雅史 - Bass：美久月千晴 - Synthesizer Sound Designer：中山信彦 - Programer：村上啓介 - E.Guitar：村上啓介 組曲 WANDERING - Drums, Percussions：佐藤強一 - Bass：美久月千晴 - Synthesizer Sound Designer：中山信彦 - Programer：村上啓介 - E.Guitar, A.Guitar, Percussions：村上啓介 - Chorus：土肥二朗、三宅修一、MUGIFUMI BROS. |